# Людина рудольфійська
Людина рудольфійська (Homo rudolfensis) — ранній вид  роду Homo. Вважається перехідною ланкою від  Людини умілої (Homo habilis) до Людини прямоходячої (Homo erectus). Час існування — 2,3−1,5 млн років тому. Основні знахідки в трьох районах Східної Африки: Омо, Кообі-Фора і Ураха.
8 серпня 2012 року команда на чолі з Мів Лікі оголосила про відкриття черепа та двох щелеп, що належать Homo rudolfensis.
Перші скам'янілості були відкриті Бернардом Ngeneo, членом у команді на чолі з антропологом Річардом Лікі і зоологом Мів Лікі, в 1972 році в Кообі-Фора на східній стороні озера Рудольф (нині озера Туркана) в Кенії. Наукова назва пітекантропа rudolfensis була запропонована в 1978 році В. П. Алексєєвим. Пізніше була змінена на Homo rudolfensis Бернардом Вудом за зразком черепа KNM-ER 1470. 8 серпня 2012 року команда на чолі з Мів Лікі оголосила про відкриття черепа та двох щелеп, що належать Homo rudolfensis.

## KNM-ER 1470

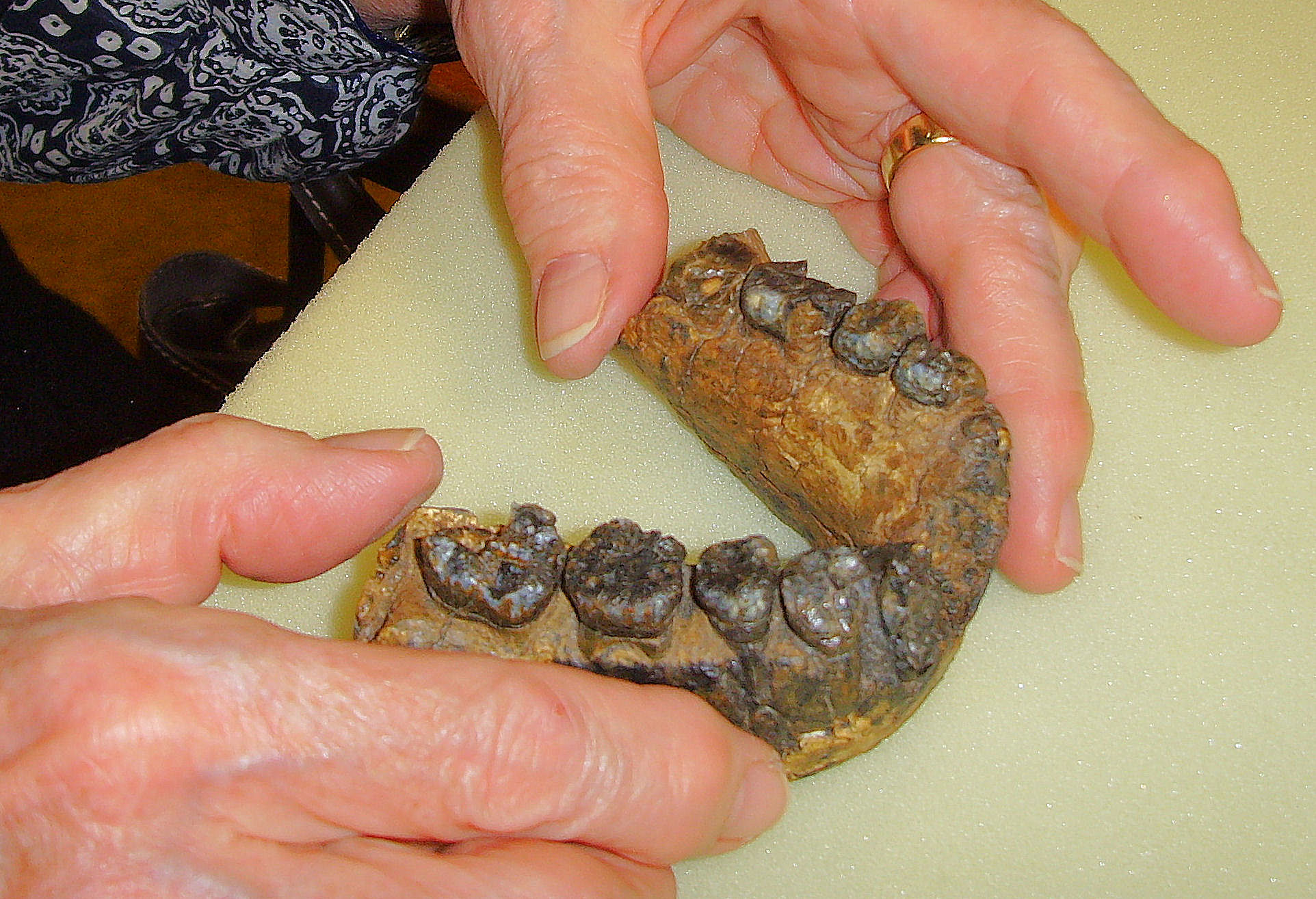
UR 501 (оригінальний примірник), найстаріша скам'янілість роду Homo

Скам'янілість KNM-ER 1470 була в центрі багатьох дискусій щодо її виду. Череп було спочатку неправильно датовано майже в три мільйони років, що передувало вид H. habilis Потім його вік оцінювали в 1,9 мільйона років, але відмінності цього черепа, в порівнянні з іншими видами Людини умілої, як кажуть, були занадто вираженими, що призводить до припущення, що вид Людини рудольфської був наступником Людини умілої. Невідомо чи Людина рудольфська була предком пізніших видів Людини, або Людини умілої, чи то якогось третього виду, який був предком більш пізніх ліній Людини і ще не відкритий.
У березні 2007 року команда на чолі з Тімоті Bromage, антропологом з Університету Нью-Йорка, реконструювала череп KNM-ER 1470. Нова конструкція виглядала дуже мавпоподібних (можливо, через перебільшеного обертання черепа) і обсяг черепа на основі нового будівництва, як повідомляється, зменшився з 752 см ? до 526 см ?, хоча це, здавалося, було предметом деякої суперечки. Bromage сказав, в реконструкцію черепа в своїй команді були включені біологічні знання не відомих на момент відкриттів, точного взаємозв'язку між розмірами очей, вух і рота у ссавців. Нові публікації Bromage з тих пір скоротили оцінку потужності черепна від 752 см ? до 700 см ?.

## Скам'янілі знахідки 2012 року
У серпні 2012 року команда на чолі з Мів Лікі опублікувала наукову роботу в журналі Nature де представила три додаткових скам'янілостей людини рудольфської, що були знайдені в північній частині Кенії: дві щелепи із зубами і лице. Особа (скам'янілість KNM-ER 62000) була неповнолітньою, але мала спільні риси з KNM-ER 1470, припускаючи, унікальність останнього черепа тому, що це окремі види, а не великий самець людини умілої. Член команди Фред Spoor описав особу, як «неймовірно плоска», з прямою лінією від очниць до зубів—різця. Щелепи, які з'явилися, що відповідають KNM-ER 1470 і KNM-ER 62000, були також більш короткі і прямокутні, ніж відомі зразки Людини умілої.
Викопним решткам дали дату приблизно два мільйони років, будучи одночасно з Людиною умілою. За словами Лікі та інших, «Нові скам'янілості підтверджують наявність двох сучасних видів ранніх людей (тобто, умілої і рудольфської), на додаток до людини прямоходячої, на початку плейстоцену Східної Африки». Лі Бергер Роджерс, все одно називає цей аргумент «слабким», і запропонував можливість порівняти знахідки з іншими, такими як австралопітек африканський і австралопітек sediba. Тім Д. Уайт з Університету Каліфорнії також поставила під сумнів висновки, питаючи: «Як можна практиків у цій галузі можливо очікувати, щоб мати можливість точно визначити викопних видів засновані на декількох зубів, щелеп і нижньої граней в світлі того, що ми знаємо, про великий розкид знайти серед різних людей в одному форм життя?». Лікі відповів: «Я б оспорити Тім знайти будь-яку приматів, у якому ви побачили б те ж мірою, як ті зміни, які ми спостерігаємо між нашою новою скам'янілості і KNM-ER 1802». Скам'янілість KNM-ER 1802 має більш низьку щелепу, що вважається серед Homo rudolfensis. Враховуючи різницю між цим копалиною, і ті виявили в 2012 році Лікі запропонувала копалин, не носить rudolfensis H., але, можливо, з H. уміла. Бернард деревини вважає, що це «цілком можливо», що було взаємодії між цими різними видами.

## Історія відкриття
Голотипом Homo rudolfensis є череп KNM-ER 1470, що має датування близько 2 млн років тому. Він був знайдений у 1972 р. у Кообі-Фора на східному березі озера Рудольф в  Кенії. Череп відрізняється великими розмірами і завеликим для Homo Habilis об'ємом мозкової порожнини (близько 750 см³).
Російський антрополог В. П. Алексєєв запропонував у 1978 році для нового виділеного виду назву Pithecanthropus rudolfensis. Але в більшості джерел наводиться 1986 рік — рік виходу перекладу праці Алексєєва англійською мовою. Пізніше родове ім'я пітекантроп (Pithecanthropus) практично вийшло із ужитку, воно було замінене на Homo, а видова назва, яку запропонував Алексєєв, залишилась і широко використовуються в спеціальній літературі.

## Фізичні характеристики
Характерними відмінностями Homo rudolfensis від Homo habilis є більша масивність і більші розміри зубів (хоча деякі дослідники вважають, що ці відмінності можуть бути пояснені статевим диморфізмом).
Обличчя Homo rudolfensis помітно сплощене, а скулова частина розгорнута вперед. Форма лицьового скелету дає можливість зближувати Homo rudolfensis з стародавнішим Kenyanthropus platyops. Об'єм мозку Homo rudolfensis — понад 700 см³.
Проте в цілому Homo rudolfensis доволі слабко відрізняється від Homo habilis. Його залишки були знайдені у тих же районах і тих шарах, що і залишки Homo habilis.

## Знахідки 2012 року
В серпні 2012 року команда на чолі з Мів Лікі оголосила про відкриття ще трьох знахідок, що належать Homo rudolfensis: дві щелепи з зубами, та череп. Член команди Фред Спур описав лице як плоске, з прямою лінією від очниць до щелепи. Самі ж щелепи є коротшими та більш прямокутної форми, ніж знахідки, що належать Homo Habilis.
Знахідки були датовані приблизно 2 млн років тому. Що означає, що rudolfensis був сучасником habilis. Відповідно до Лікі та інших членів команди «знахідки доводять існування ще двох видів ранніх Homo (habilis і rudolfensis) на додаток до Homo erectus, в ранній плейстоцен на теренах Східної Африки». Лі Роджер Бергер, однак, назвав такий аргумент слабким та запропонував віднести порівняння знахідок до такий видів, як Автролопітек Африканський та Автролопітек Седиба. Тім Уайт з Калфорнійського Університету теж оспорив висновки зроблені Мів Лікі « Як науковці в цій сфері можуть очікувати робити висновки з решток декількох зубів та щелеп?». Лікі відповів « Я б радив Тіму знайти інших приматів, у котрих ми бачили б ту схожість, що ми бачимо між рештками, що були знайдені, та KNM-ER 1802». KNM-ER 1802 — нижня щелепа, яка належить до Homo rudolfensis. 